# Вольсов, Феофан Евтихиевич
Феофан Евтихиевич Вольсов (1879 — 1945) — российский, советский архитектор, инженер и дизайнер, известный в России инженер-оползневик, педагог, композитор-любитель. Основной период творчества которого связан с городом Симбирск—Ульяновск. Почётный гражданин города Ульяновска .

## Биография
Родился 25 ноября (7 декабря по н. с.) 1879 года в Екатеринбурге, по другим данным — в селе Усть-Сылвенское, Ляды тож, (ныне село Ляды) Пермской губернии. Окончив гимназию в Екатеринбурге (ныне Гимназия № 9), Феофан поступил в Петербургский институт гражданских инженеров императора Николая I. По окончании института в 1904 году работал архитектором на ж/д линии Пермь — Екатеринбург Екатеринбургской железной дороге. С 1905 по 1909 годы проектировал и строил все здания на линии, в том числе вокзалы: Пермь-Заимка, Кунгур, Шаля. Затем уехал в Царицын, где некоторое время работал инженером городской управы.
В 1910 году Вольсов Ф. Е. приезжает в Симбирск на должность архитектора городской Думы, сменив на этом посту своего друга и сокурсника по институту, Ф. О. Ливчака.
С 1910 по 1918 годы Вольсов Ф. Е. служил архитектором городской Думы в Симбирске. В период с 1918 по 1934 годы занимал должности городского инженера по архитектурно-дорожным делам, губернского архитектора, исполняющего обязанности Заведующего Горкомунотделом, главного инженера Горкомхоза. Во время жизни в Симбирске-Ульяновске Вольсов занимался педагогической работой. В 1911—1916 годах преподавал в школе огнестойкого строительства Ф. О. Ливчака; с 1919 года — в строительном и дорожном техникумах (ныне Ульяновский колледж градостроительства и права). С 1921 по 1923 гг. в художественном техникуме «Изо-музо-тео» преподавал историю искусств.
В 1928 году, решением Ульяновского городского совета, была создана комиссия по строительству Памятника В. И. Ленину, в состав которой входили известный архитектор Ф. Вольсов, скульптор Николаев, художники Д. Архангельский, А. Остроградский, Н. Кушманский и др.
В июле 1932 года инженер и архитектор Вольсов, на заседании малого президиума горисполкома по решению судьбы Троицкого собора, высказывался, что «нецелесообразно разбирать летний кафедральный собор на кирпичи», и предложил использовать его как большую аудиторию для проведения собраний. Тем не менее местные власти подняли вопрос о сносе храма, но из Москвы пришёл чёткий ответ, что «указанное здание требует, как высокохудожественный памятник, безусловного сохранения». Но тем не менее после пожара в нём в 1933 году его снесли.
В 1930-е годы Ф. Е. Вольсов участвовал в составлении эскизного проекта планировки города Ульяновска на 25-30 лет. Разработал проект городской канализации первой очереди и руководил работами по её сооружению. Организовал лабораторию в Ульяновске и опытный завод по освоению золы и шлаков горючих сланцев в с. Ундоры.
В 1934 году был переведён на работу в Москву во Всесоюзный совет коммунального хозяйства при ЦИК СССР, и с этого года по совместительству работал в Московском институте инженеров железнодорожного транспорта им. Сталина. В 1938 году утверждён в звании доцента кафедры «Проектирование и постройка зданий». Член архитекторов СССР.
В феврале 1945 года Феофан Евтихиевич скоропостижно скончался. Он был похоронен на московском Ваганьковском кладбище.

## Семья
Был женат на Варваре Васильевне Гарц (сестра Мария, жена Ф. О. Ливчака), у них родилось три дочери: Надя, Нина и Оля. После смерти жены Ф. Е. Вольсов женился на Ольге Георгиевне Вологиной, жена Николая Алексеевича Вологина, присяжного поверенного, лидер меньшевистской фракции Симбирской группы РСДРП, который в 1918 году эмигрировал. В августе 1919 года у них родился сын Вадим.

## Работы в г. Симбирске-Ульяновске
В период с 1910 по 1914 годы по проектам Вольсова Ф. Е., были построены: здания водопровода (здание не сохранилось), электрической станции (в настоящее время Ульяновская городская электростанция), пожарного депо (центр управления в кризисных ситуациях ГУ по делам ГОЧС Ульяновской области), несколько школ и доходные дома М. Н. Зимнинского (Областная детская школа искусств), типография А. Т. Токарева (Управление Федерального казначейства по Ульяновской области).
В 1921 году Вольсов Ф. Е. разработал проект восстановления, после пожара, кинотеатра «Художественный».
В 1924 году участвовал в проекте по устройству деревянного моста через овраг реки Симбирки.
7 ноября 1927 года на бульваре Новый Венец был торжественно открыт обелиск «Борцам революции — красноармейцам, погибшим в боях за освобождение Симбирска», созданный по его проекту.
В 1928—1929 годах принимал участие в реставрации Ульяновского Дома-музея В. И. Ленина.
Под его руководством проводились работы по сооружению коллектора и противооползневые мероприятия.
В конце 1920-х годов разработал проекты зданий в Заволжье, на Нижней Террасе: городской заволжской больницы (проезд Заводской, 30а, здание не сохранилось), городской школы № 5 (ул. Академика Сахарова, 11); универмага Ульяновского Церабкоопа (ул. Академика Сахарова, 5); кухни-столовой (ул. Ленинградская, 5).

## Научные работы
Ф. Е. Вольсов написал ряд научных трудов:
- «Оползни среднего и нижнего Поволжья и меры борьбы с ними» / Сборник ВОДГЕО. 1935 г.;
- «Оползни городской территории» / Журнал «Социалистический город», 1935 г.;
- «Благоустройство городов» // «Экономический путь», Ульяновск, 1921 г.;

## Награды
- Награда Николая II — золотой портсигар с бриллиантами, полученная за постройку Ленкоранских казарм, на северной окраине города[10].
- За проект и строительство здания городской электростанции награждён Симбирской Городской Думой именным золотым жетоном с бриллиантами[3].
- В 1927 г. получил благодарность горсовета за восстановление здания кинотеатра «Художественный» (бывший «Ампир»)[3].
- В 1932 г. за особые трудовые заслуги был награждён горсоветом именными часами, денежной премией и почётной грамотой[3].

## Память
- На зданиях его работы установлены мемориальные доски и отнесены к объектам культурного наследия России[3].
- В музее «Архитектуры эпохи модерна в Симбирске» (ул. Льва Толстого, 43), есть раздел посвящённый Феофану Вольсову[16].
- 15 сентября 2021 года решением Ульяновской Городской Думы Ф. Е. Вольсову присвоено звание «Почётный гражданин города Ульяновска» (посмертно), которое является высшей наградой муниципального образования «Город Ульяновск»[3].
- В 2024 году была организована выставка, посвященную выдающимся архитекторам Симбирска-Ульяновска — Ливчаку, Шодэ, Вольсову. 223 подлинника показали в Москве в Музее архитектуры имени А. В. Щусева, а затем отправили в девять регионов России[17].

## Галерея

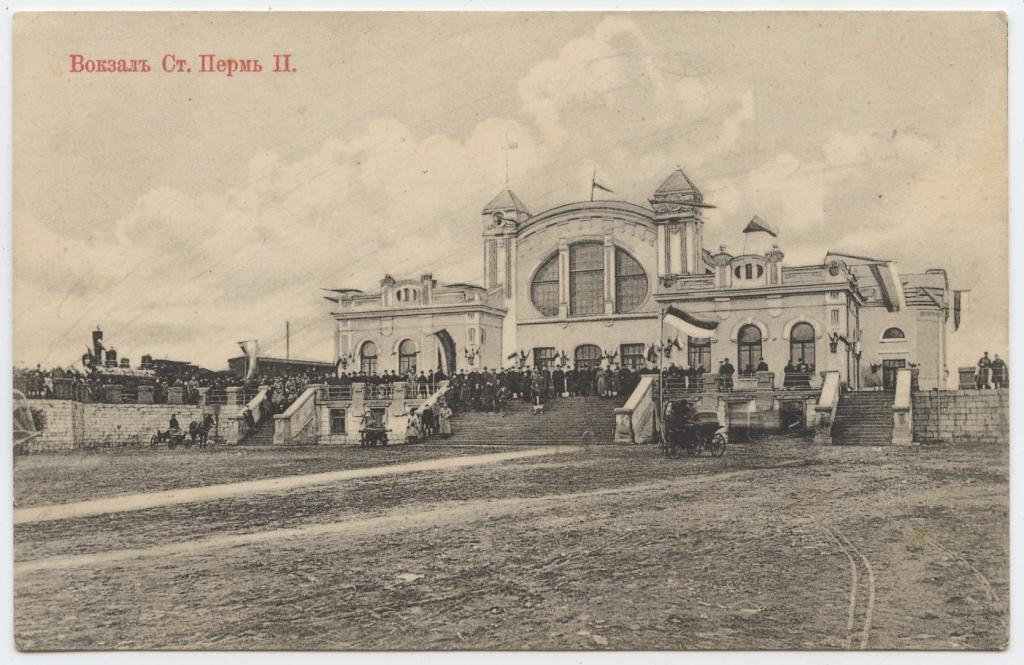
Вокзал станции Пермь II.
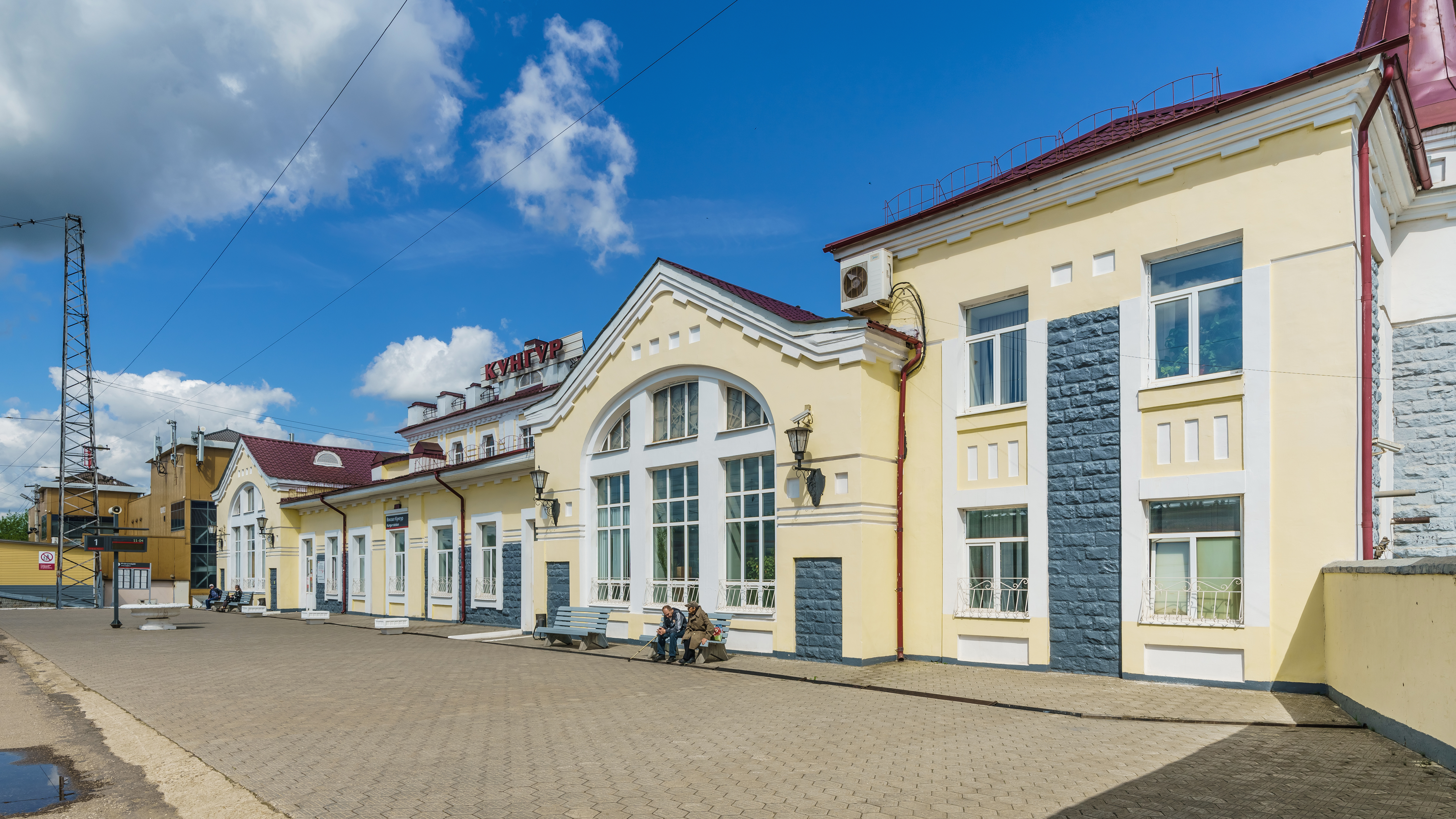
Железнодорожная станция в Кунгуре.
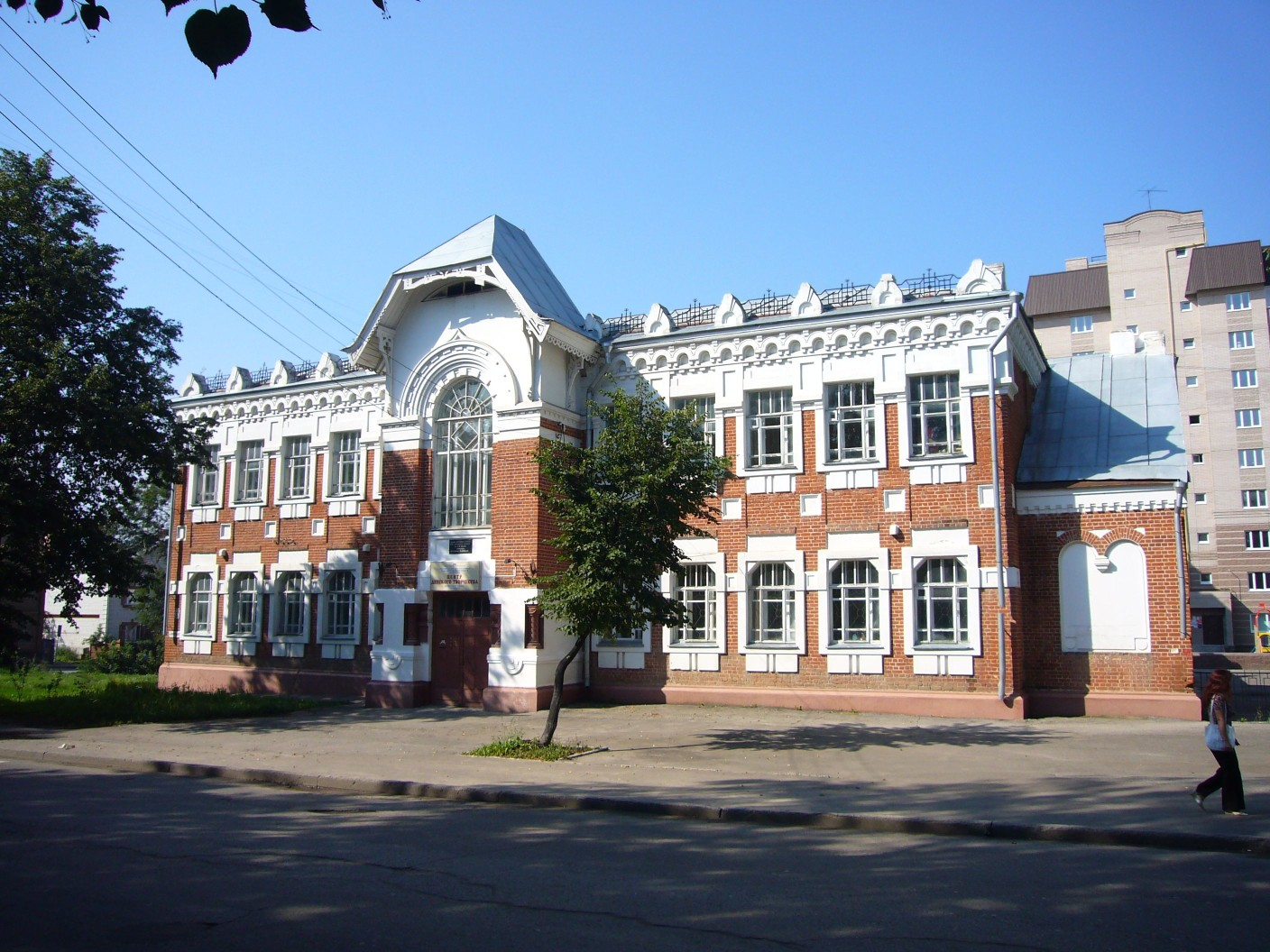
Здание городского училища.
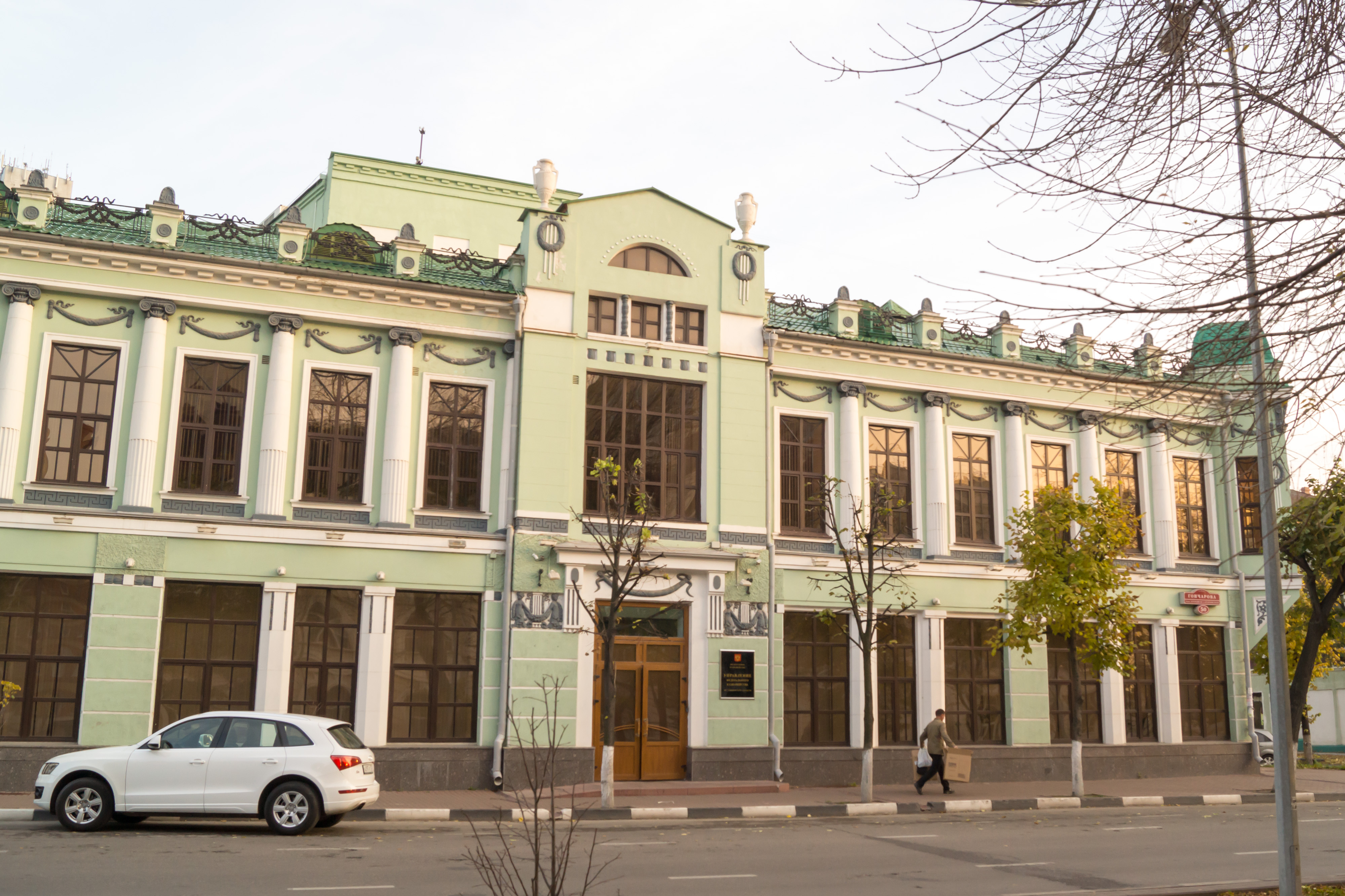
Типография Токарева (ул. Гончарова 50).
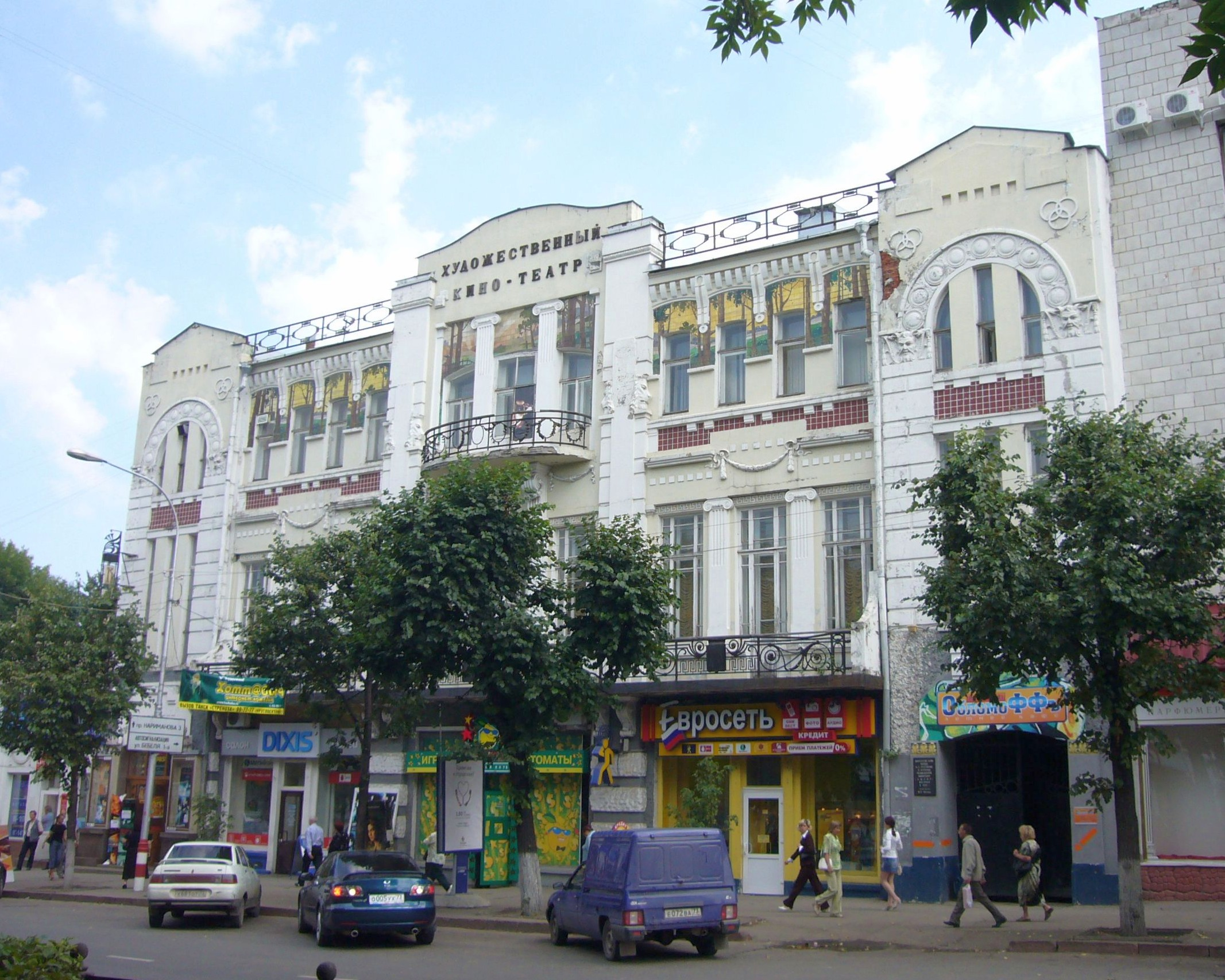
Кинотеатр Ампир.
Мемориальная доска.
Мемориальная доска.
Обелиск "Воинам Гражданской войны".
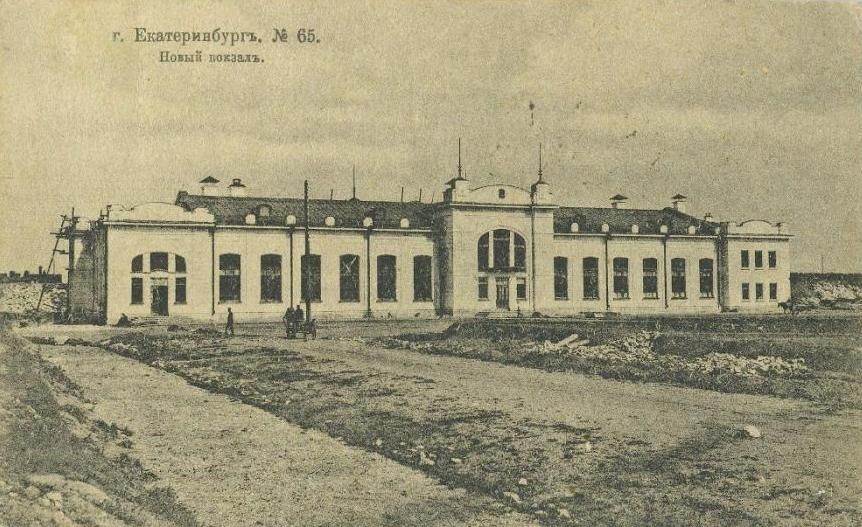
Екатеринбург новый железнодорожный вокзал, ныне Екатеринбург-Пассажирский.
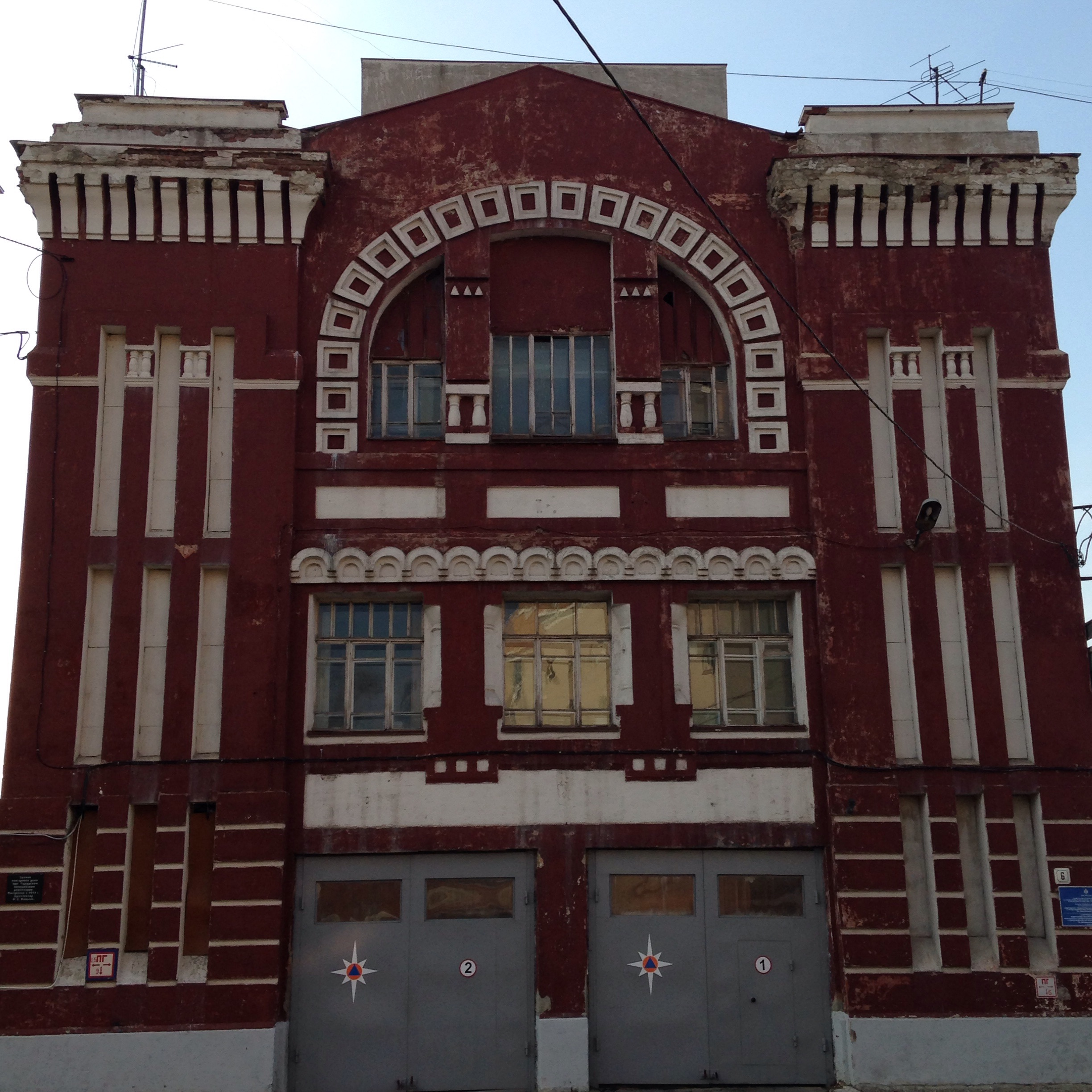
Пожарное депо.
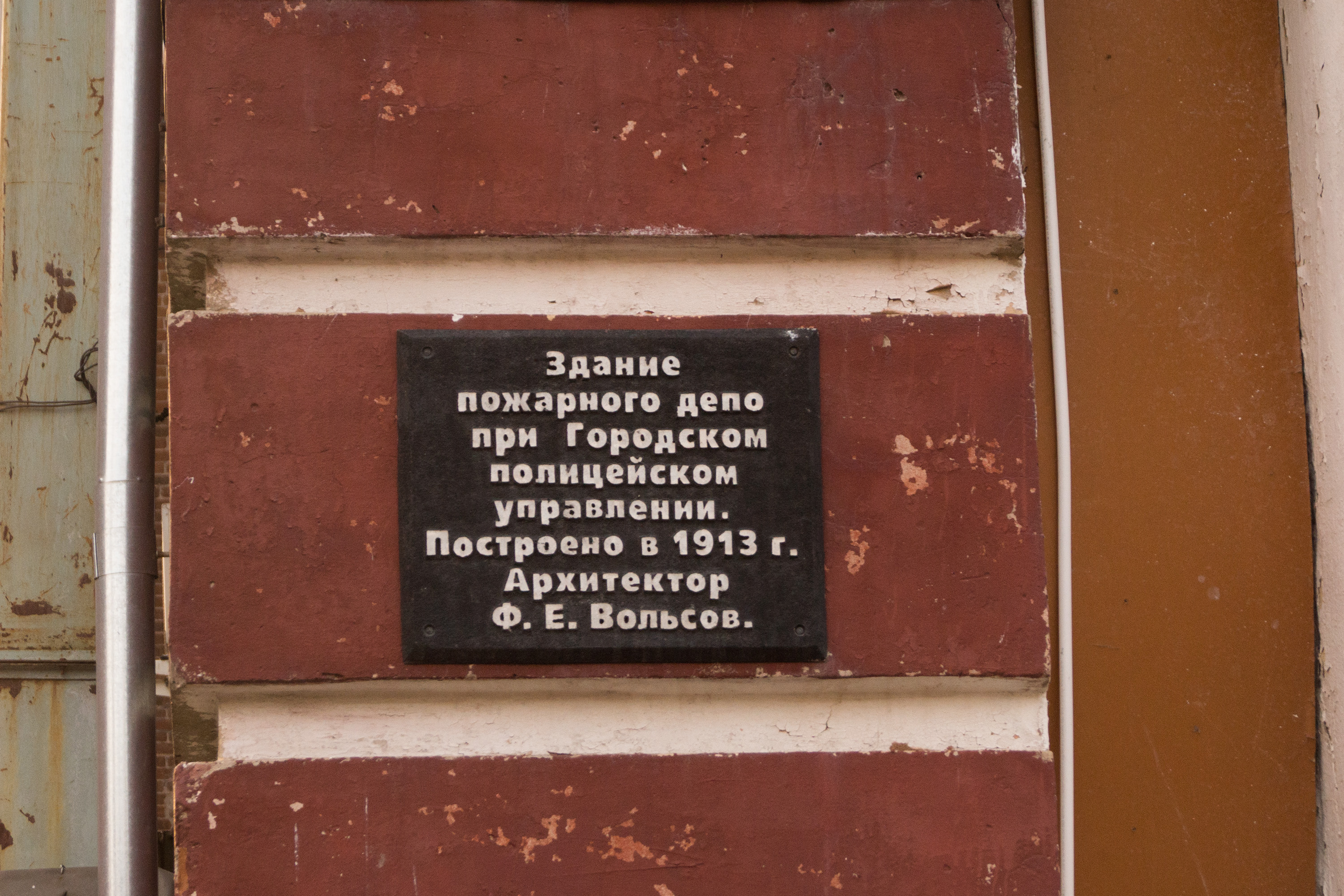
Мемориальная доска.
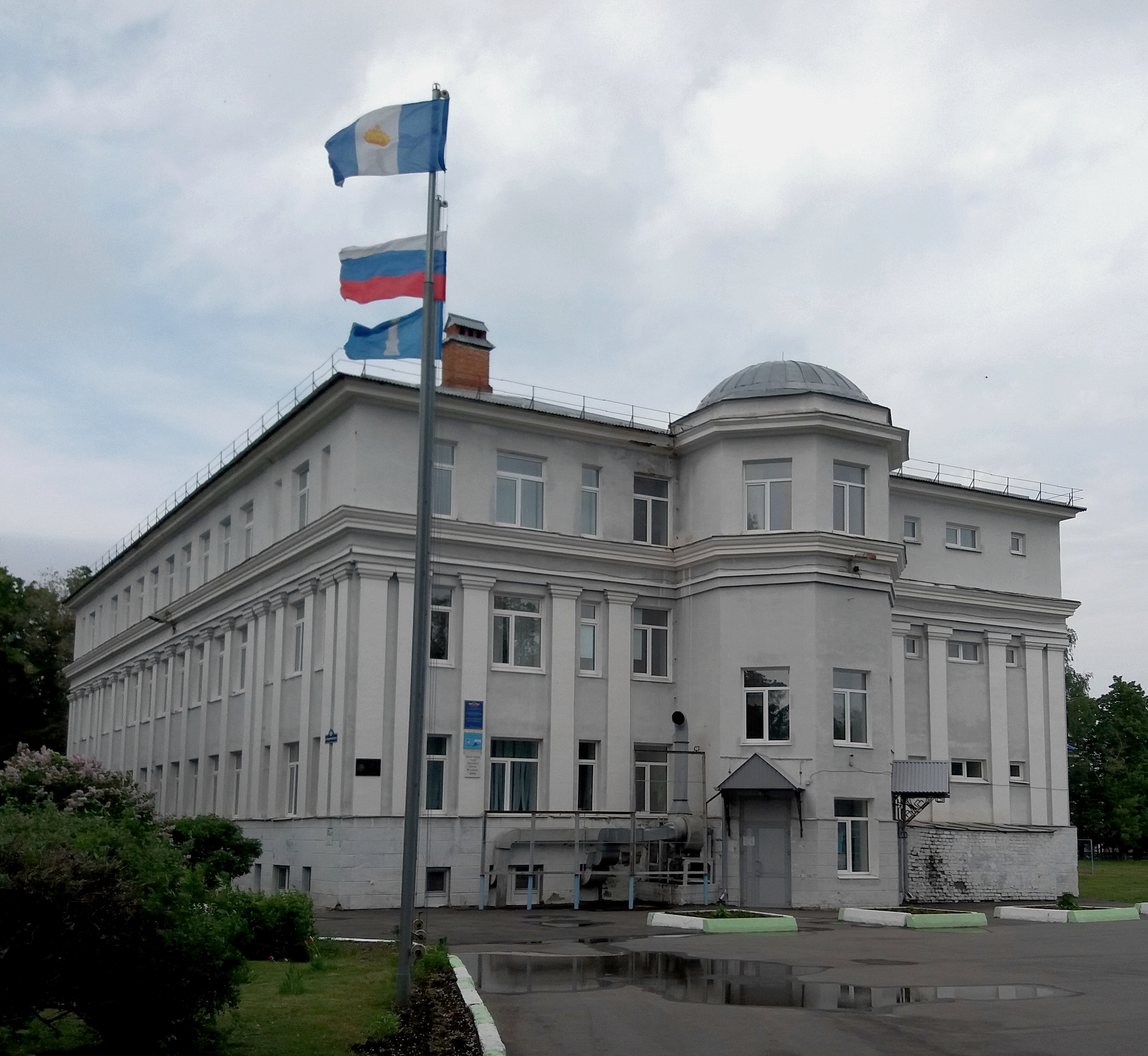
Школа № 5 им. Кирова (Нижняя Терраса).
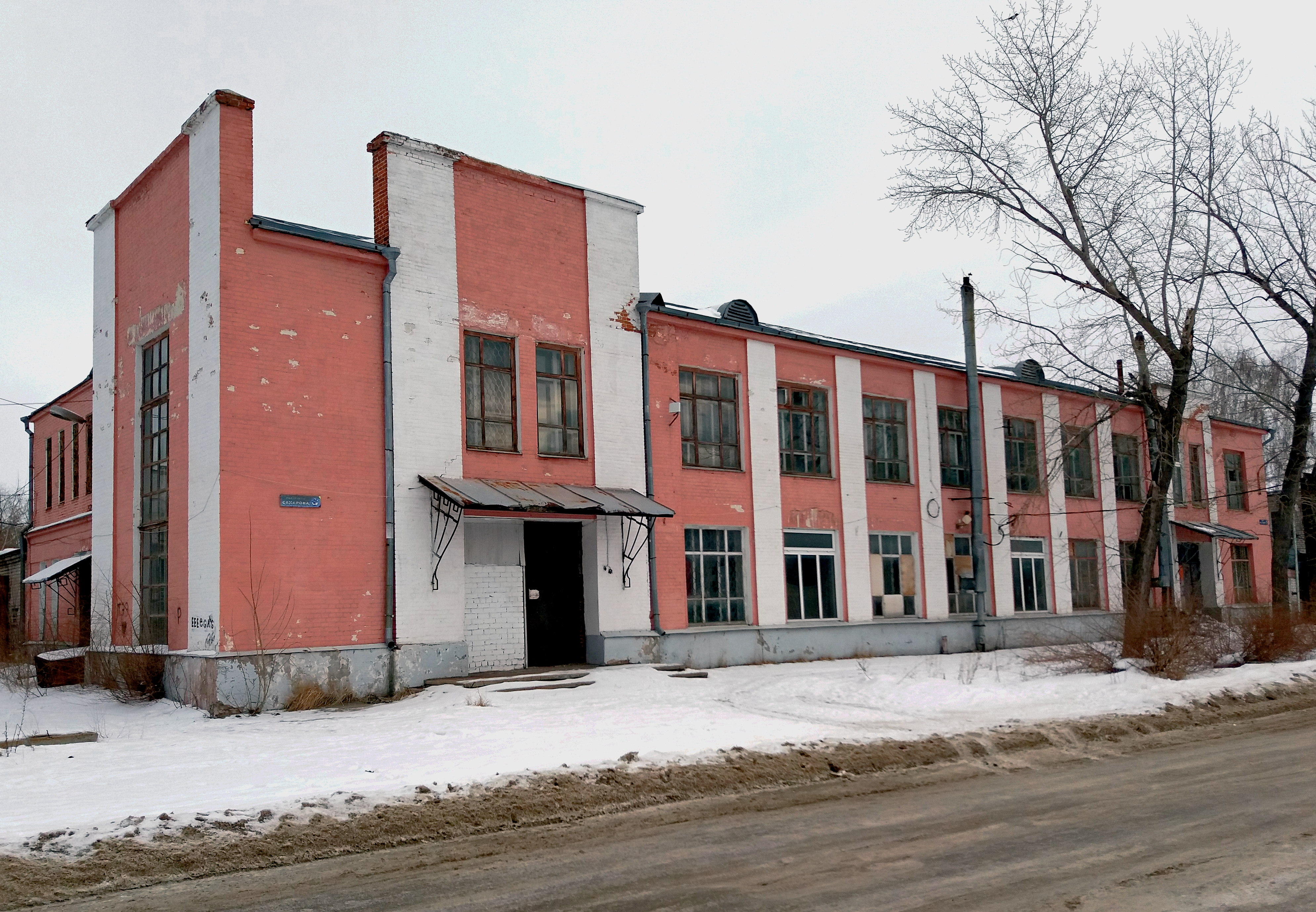
Универмаг Ульяновского Церабкоопа (ул. Академика Сахарова, 5).
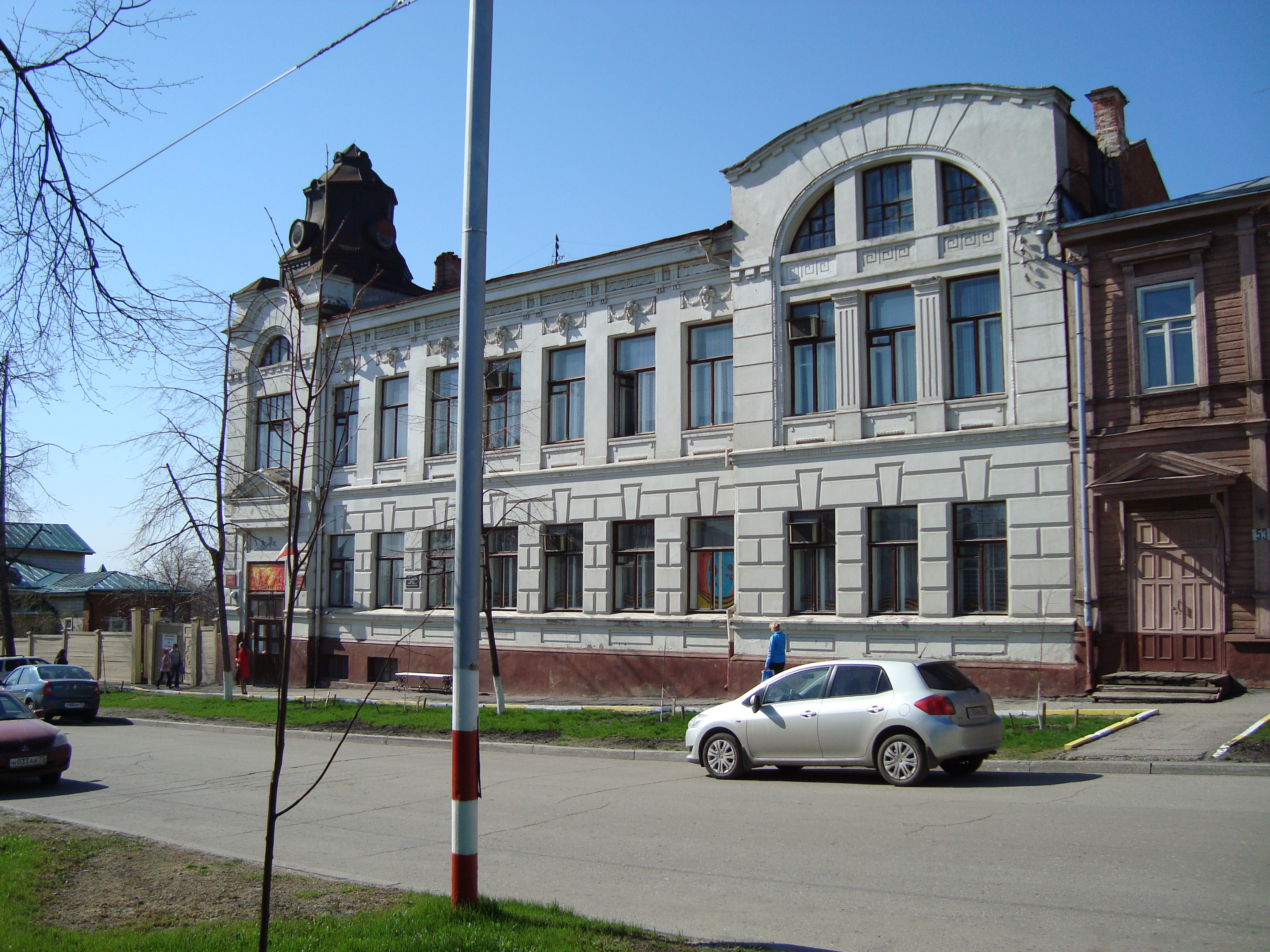
Доходный дом на ул. Ленина, 51.
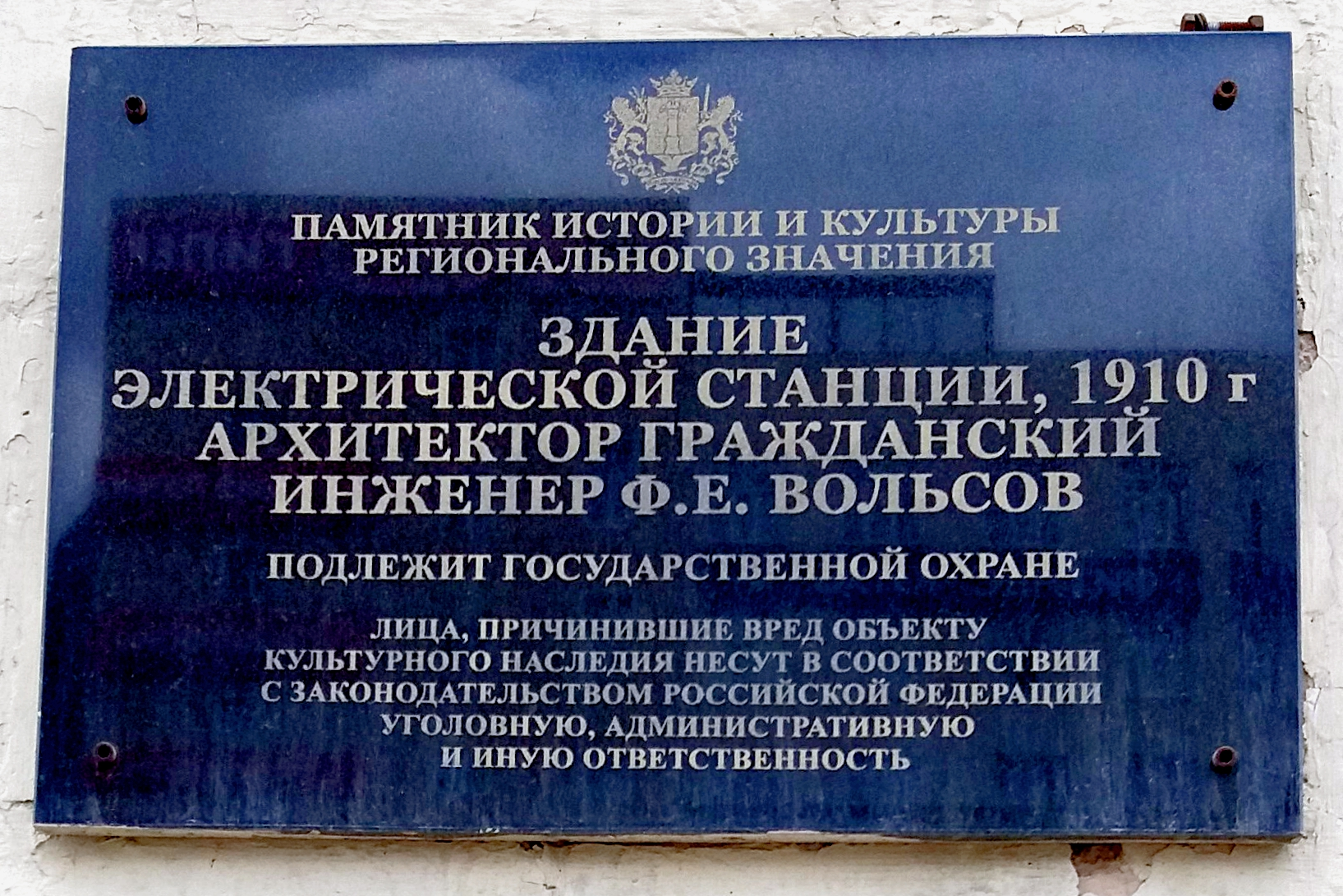
Мемориальная доска на здании электрической станции.
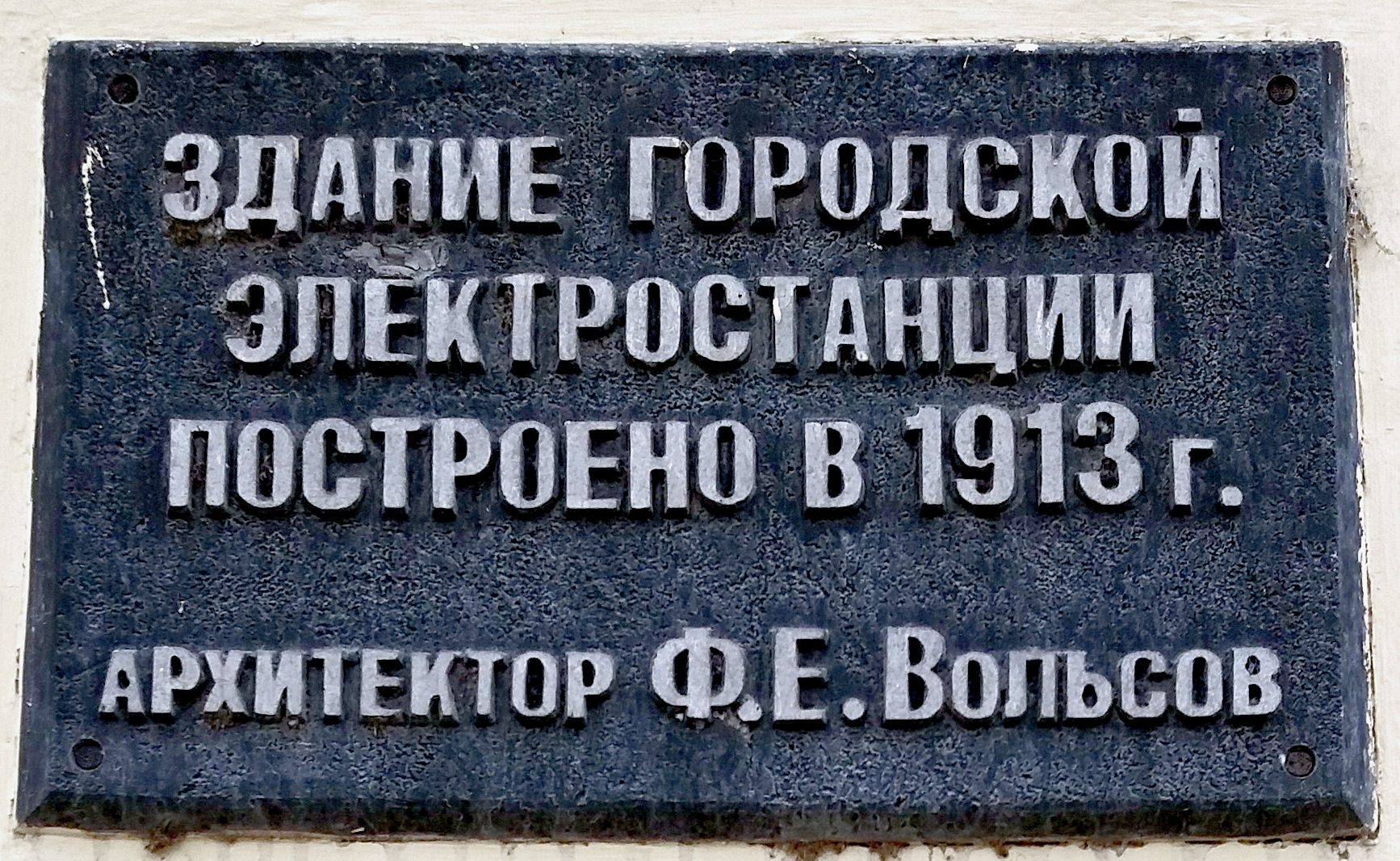
Мемориальная доска на здании электрической станции.
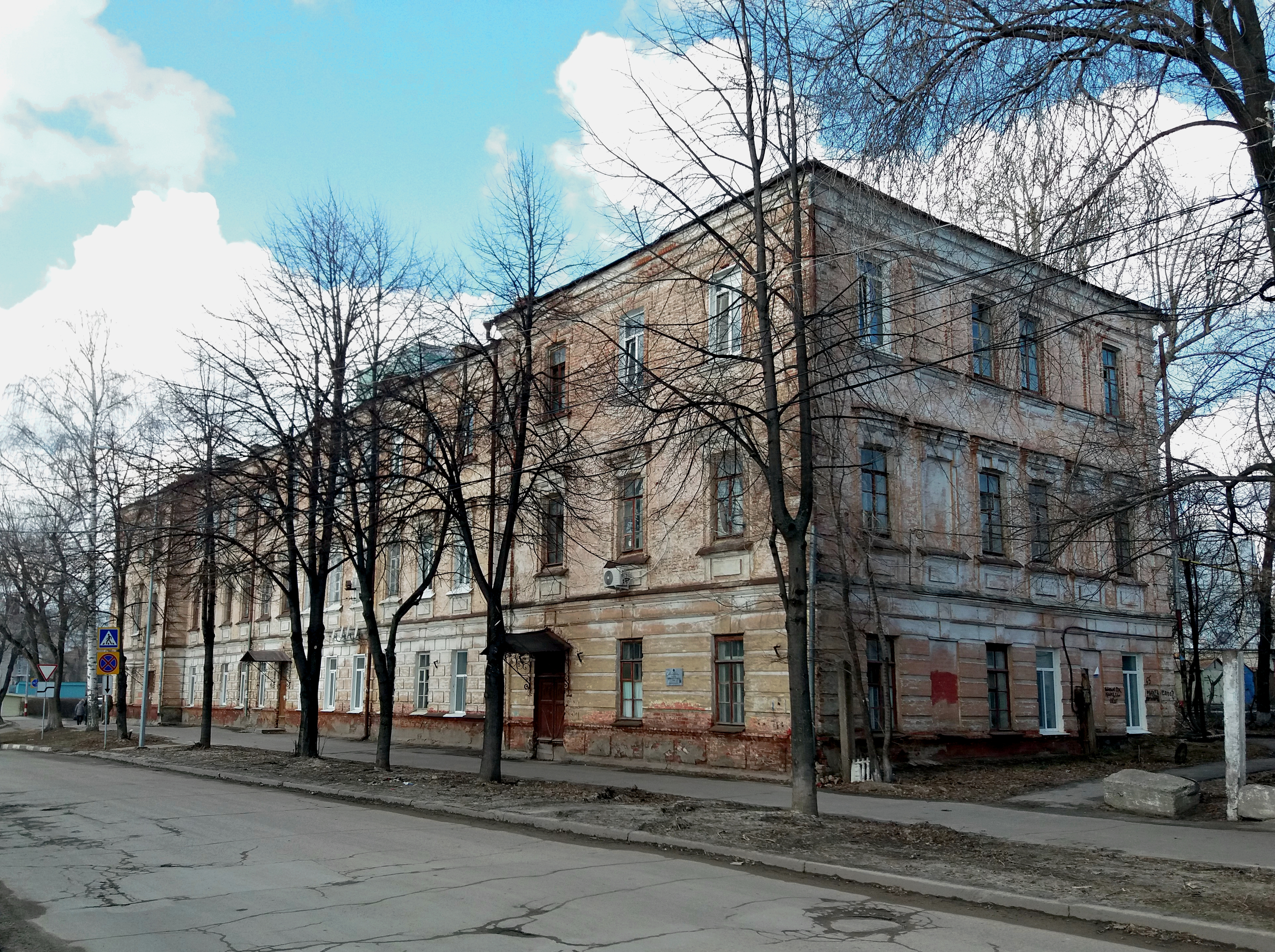
Ленкоранская казарма отремонтированная по проекту Вольсова.
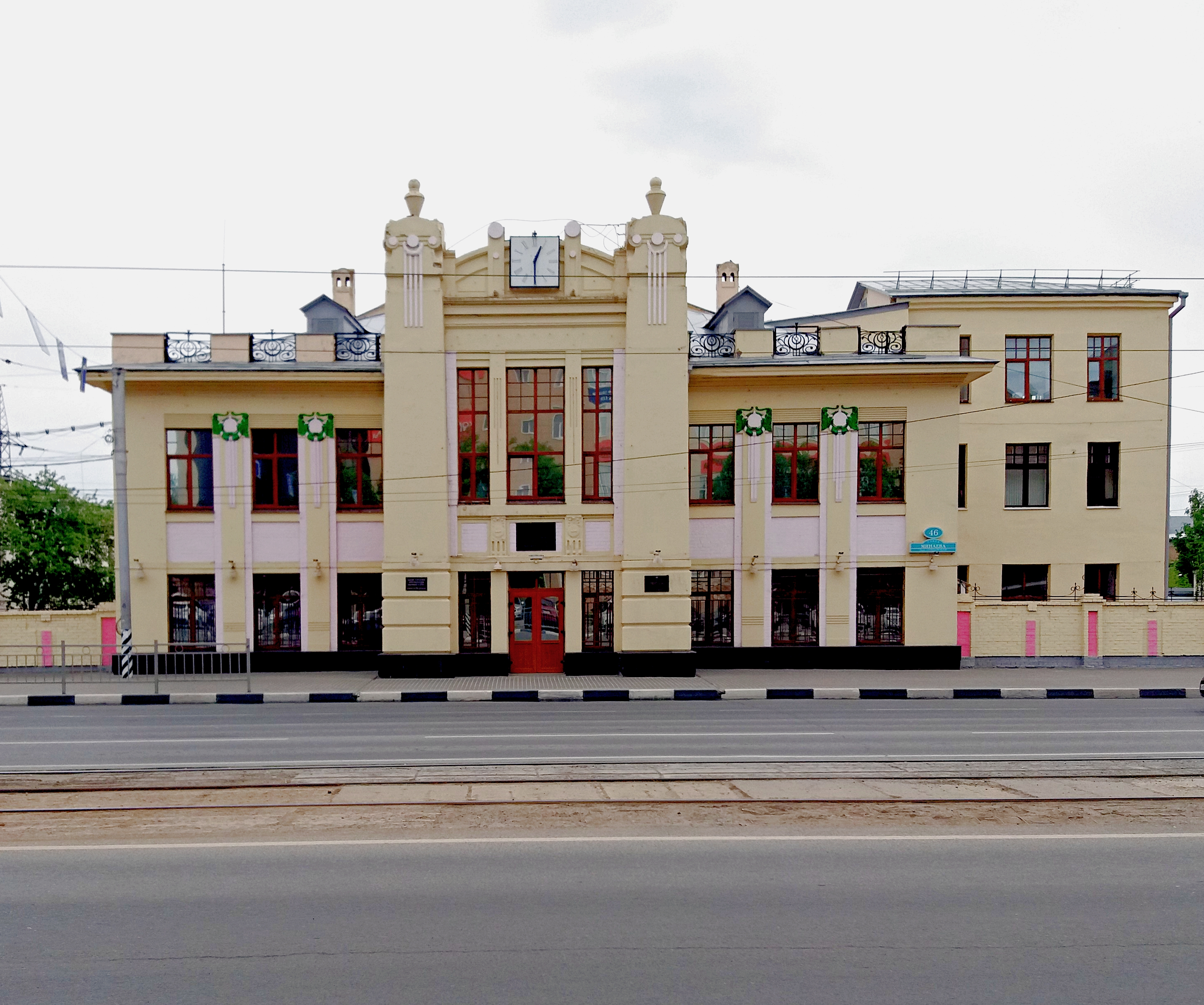
Здание первой Симбирской электростанции.
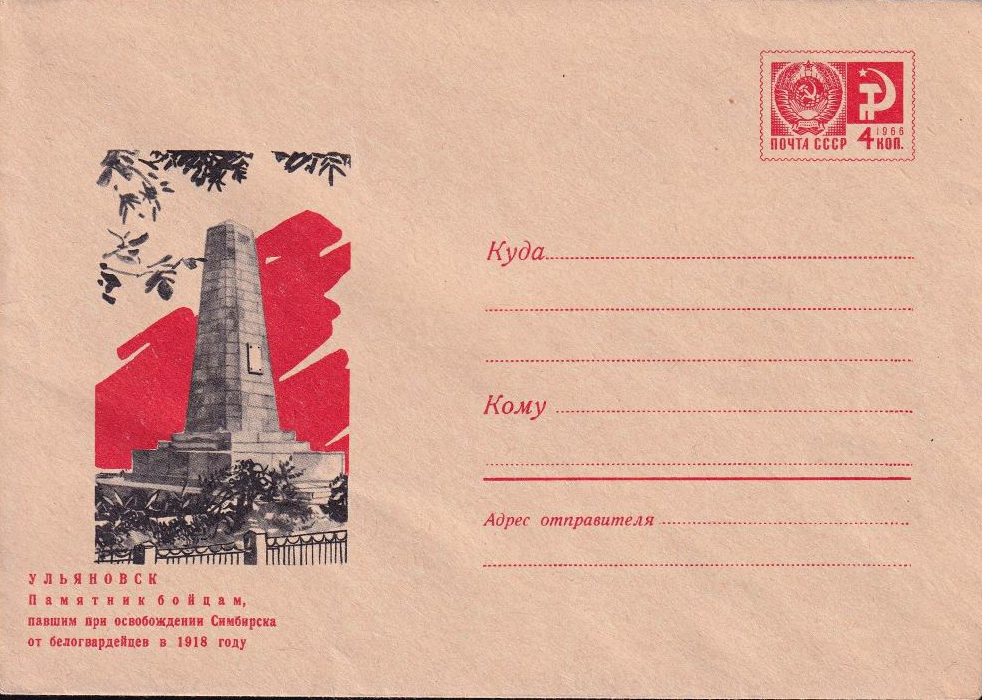
ХМК СССР, 1969. «Ульяновск. Памятник бойцам, павшим при освобождении Симбирска...».
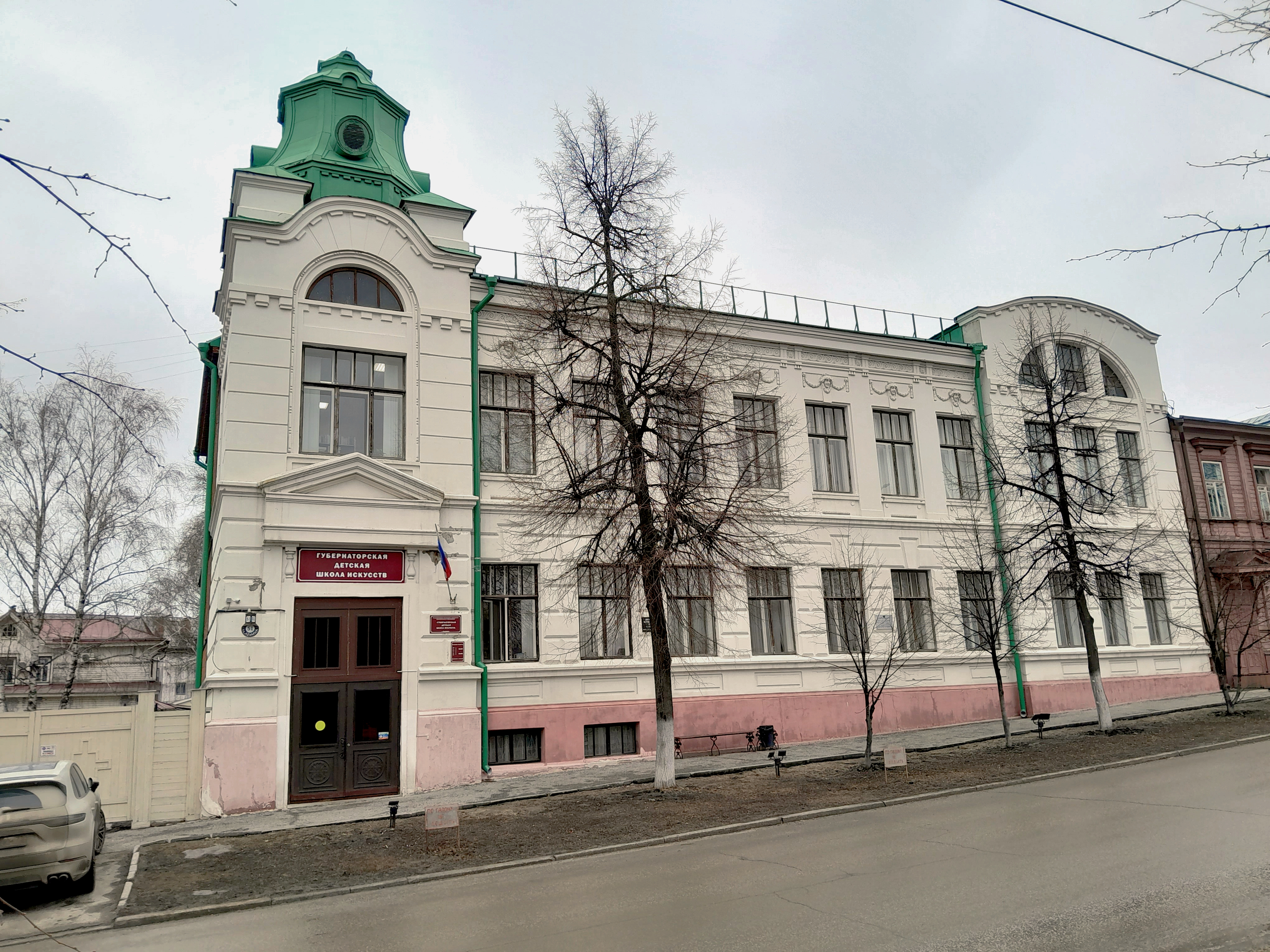
Здание Губернаторской школы.
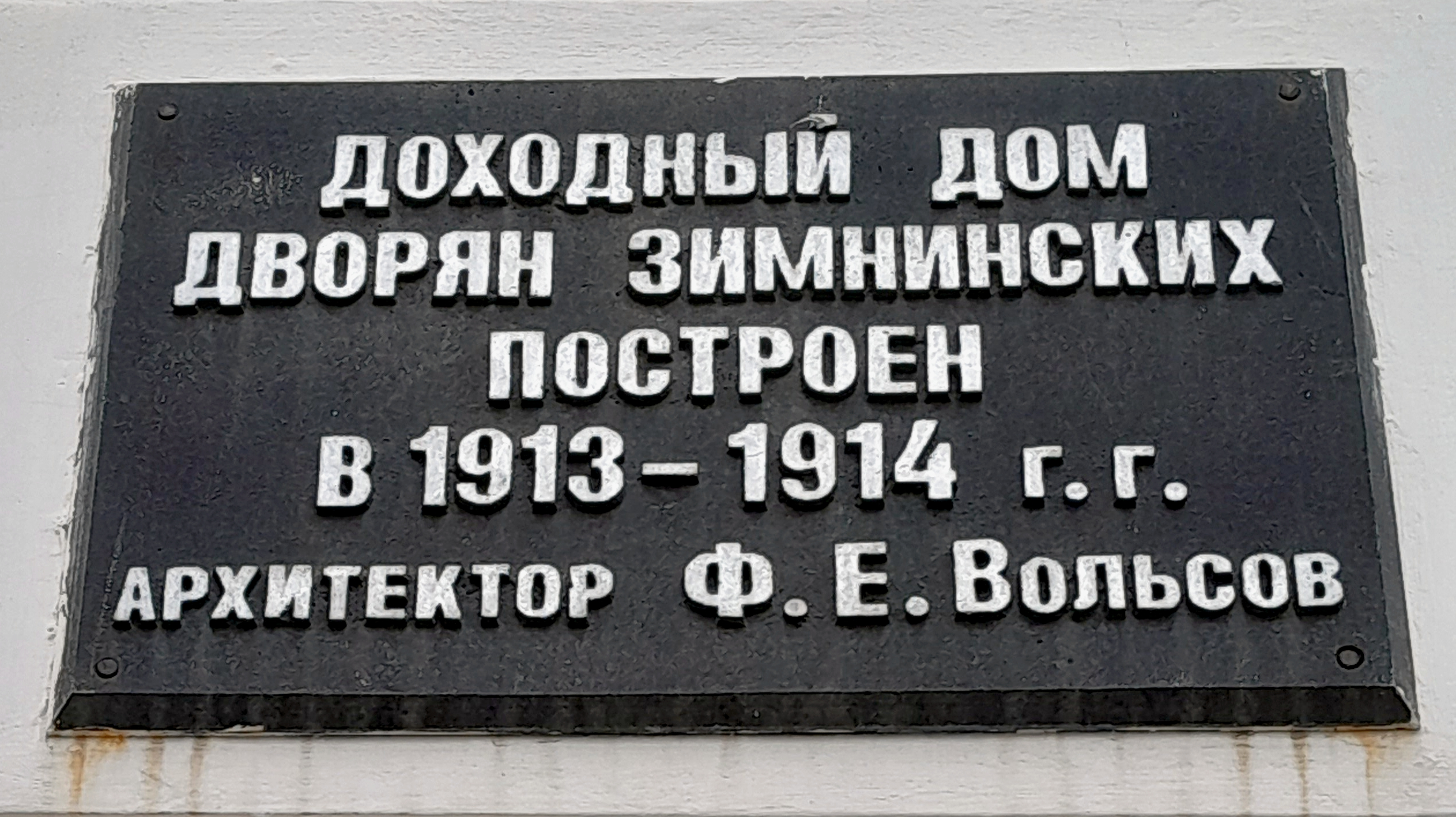
Мемориальная доска.
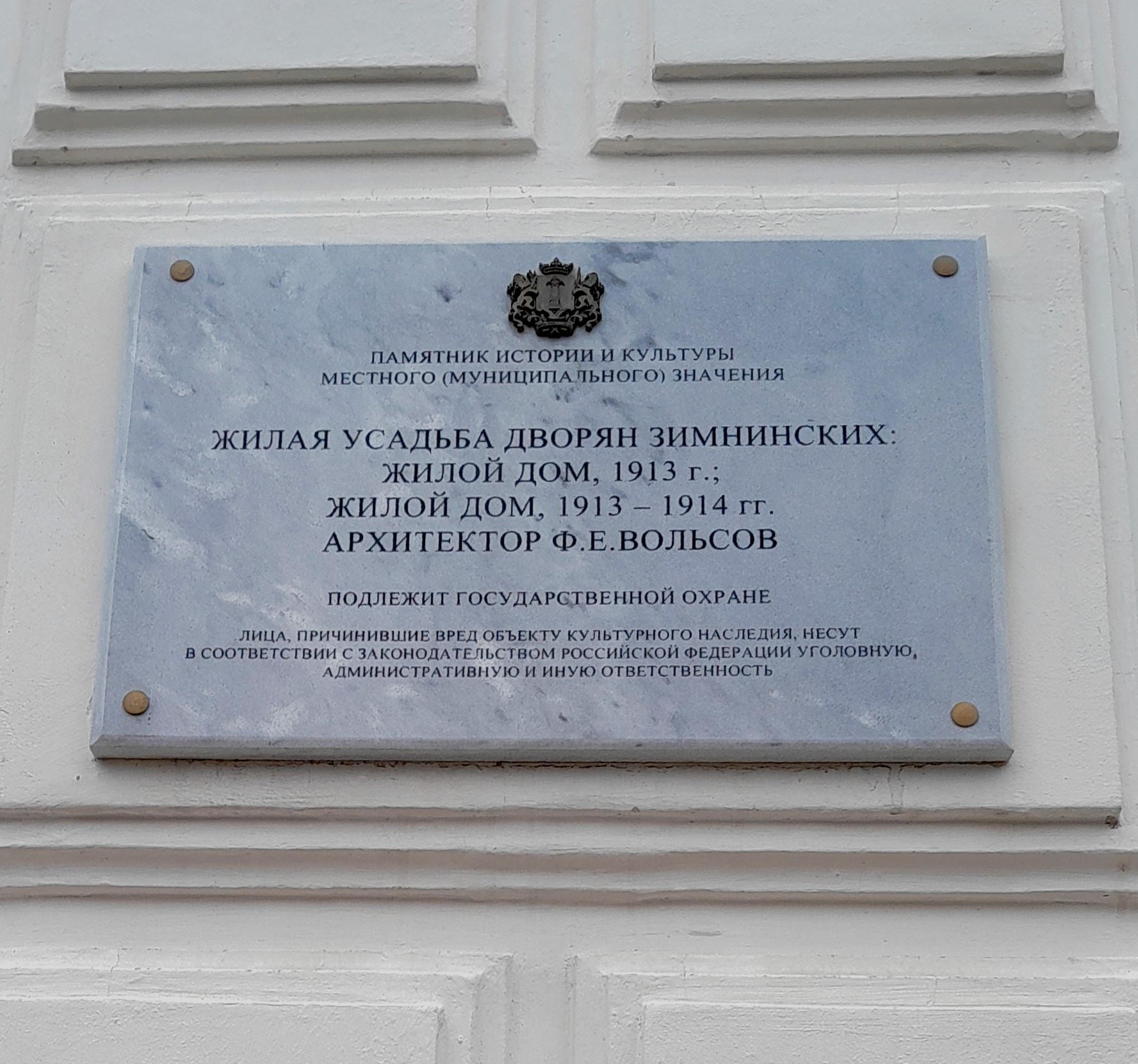
Мемориальная доска.
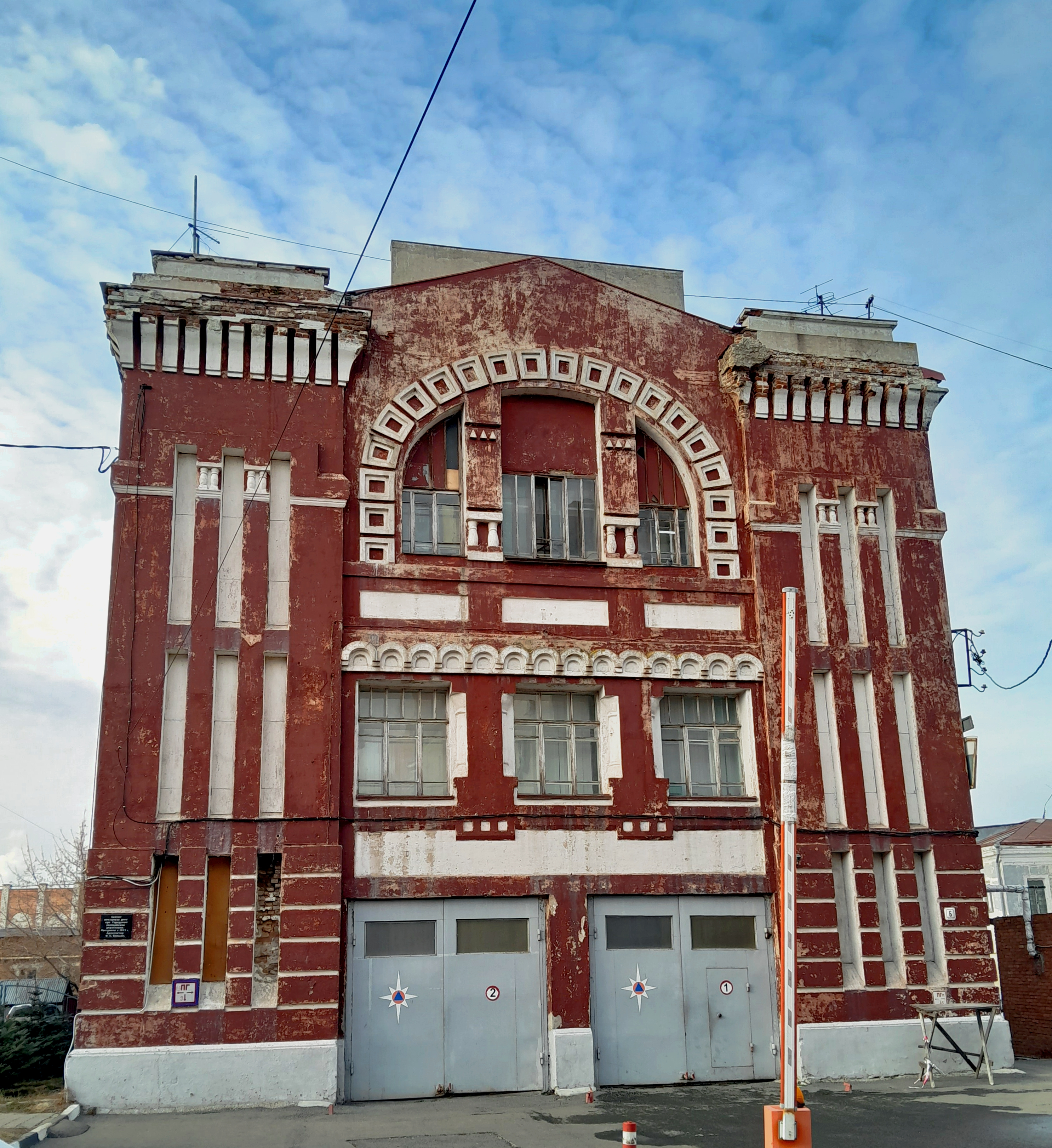
Пожарное депо.
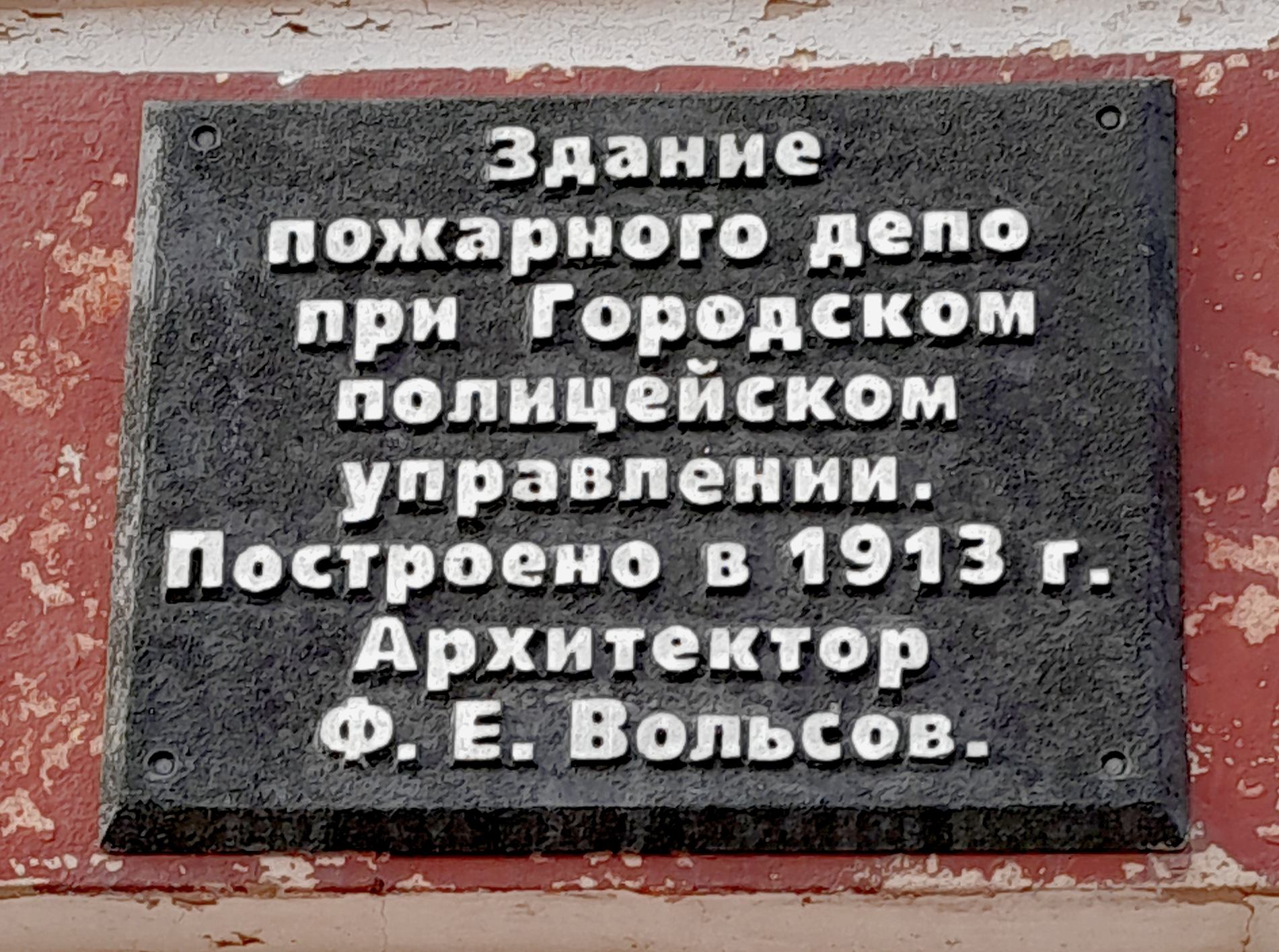
Мемориальная доска Ф. Е. Вольсову.
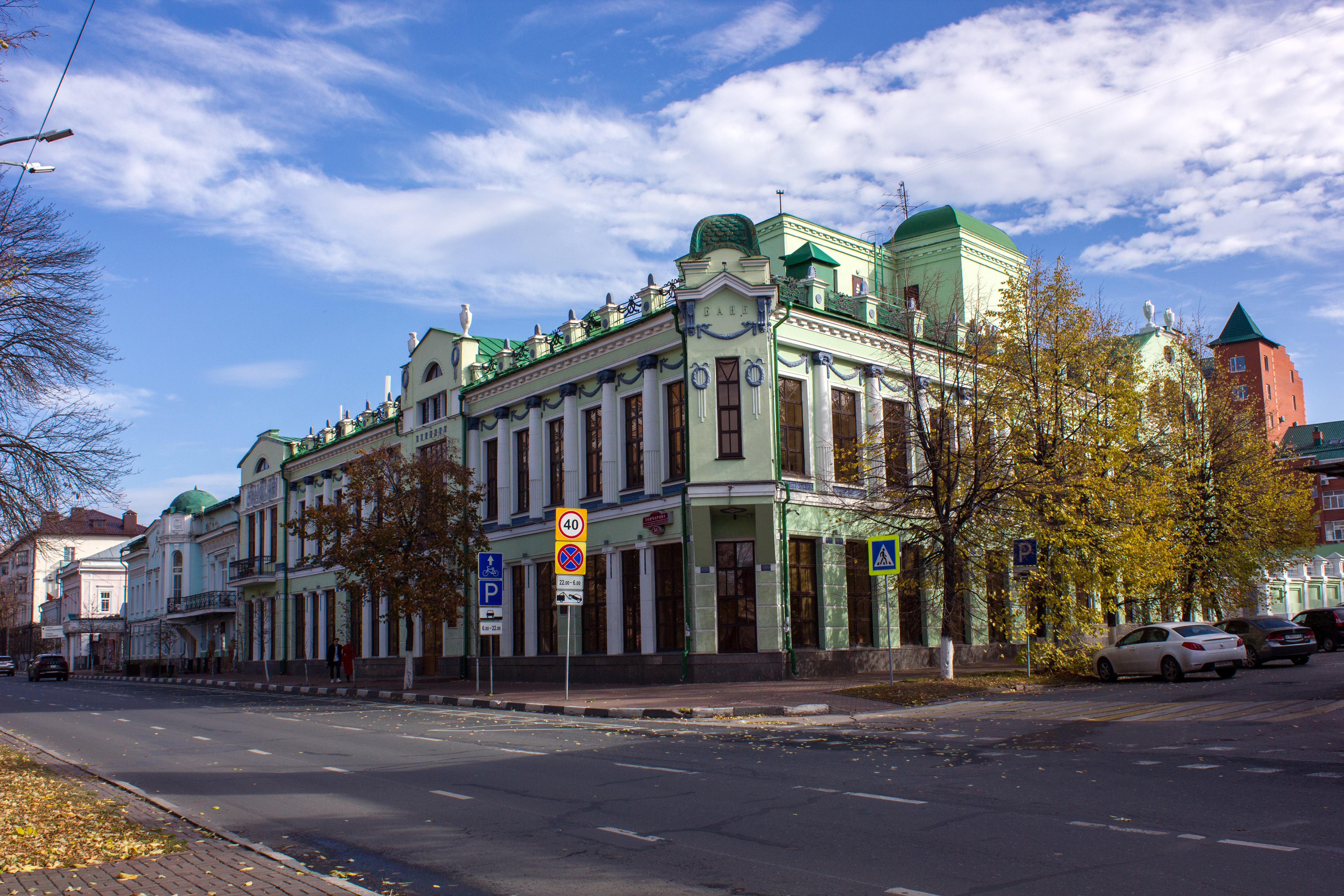
Здание типографии А.Т. Токарева.
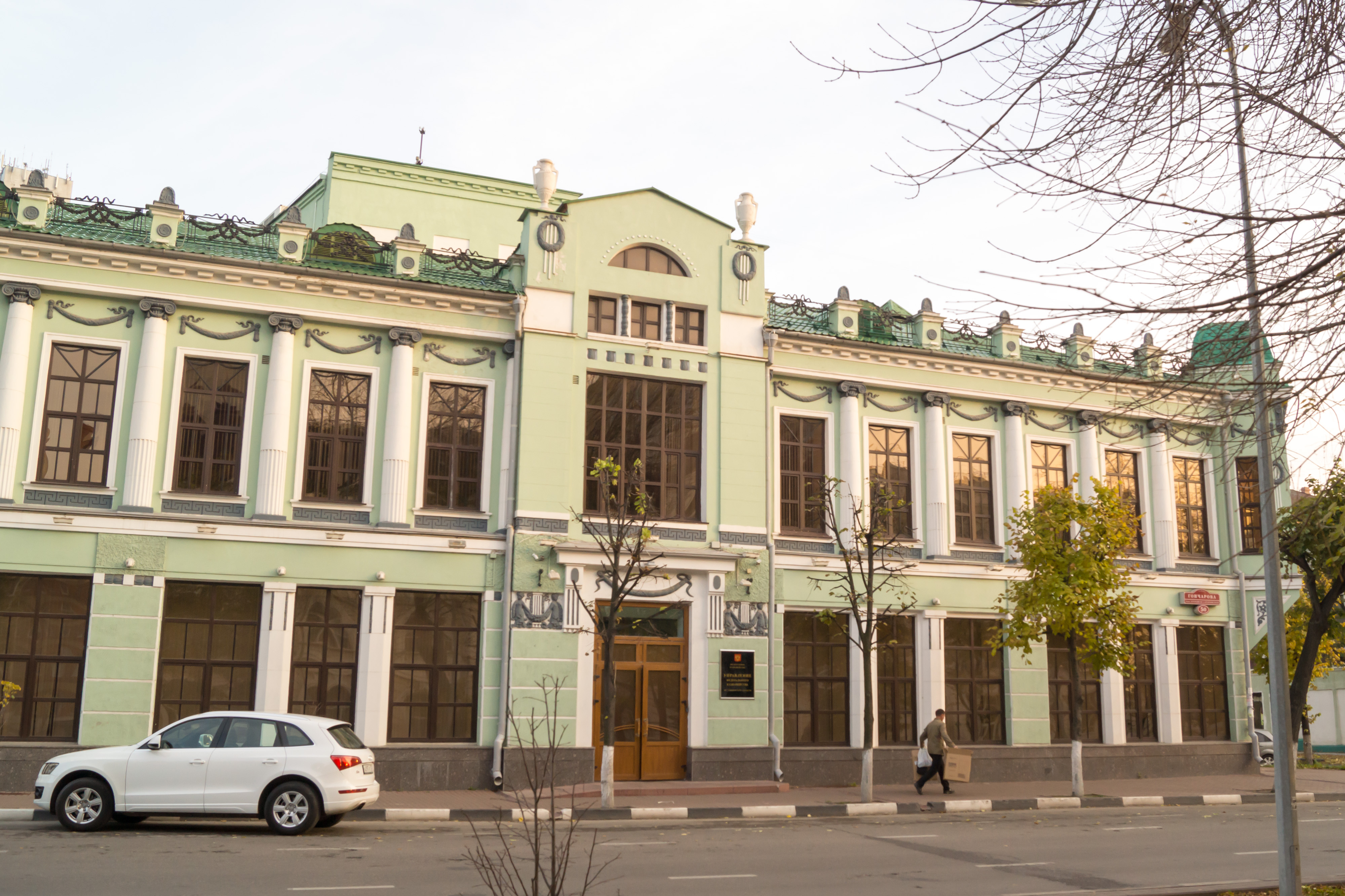
Здание типографии А.Т. Токарева.